# Trent Reznor
Michael Trent Reznor (Mercer (VS), 17 mei 1965) is een Amerikaanse muzikant, zanger, producer en multi-instrumentalist. Hij is de oprichter en drijvende kracht achter de band Nine Inch Nails.

## Jeugd
Trent wordt voornamelijk door zijn grootouders opgevoed, nadat zijn ouders scheidden. Als kind krijgt hij pianoles in klassieke muziek en later legt hij zich toe op enkele andere instrumenten, waarna hij in verschillende lokale bands komt te spelen.

## Nine Inch Nails

### Ontwikkeling
Op zijn 23e begint Reznor zijn eigen materiaal te schrijven, onder de naam Nine Inch Nails (ook wel NIИ), wat tot op heden een soloproject te noemen blijft. Enkel op tournee wordt hij door een volledige band ondersteund.
Het Industrial gefundeerde debuutalbum Pretty Hate Machine betekent anno 1989 het begin van een carrière gekenmerkt door introspectieve en baanbrekende muziek, leidend tot het grote succes in de jaren 90 na de verschijning van het controversiële The Downward Spiral (1994), maar is ook getekend door langdurige pauzes tussen albums, waar vooral Reznors eigen perfectionisme aan ten grondslag ligt. In 1998 doet hij een opvallende samenwerking met houseproducer Josh Wink. Voor diens album zingt hij het nummer Black Bomb (Jerry In The Bag). 

### Persoonlijke problemen
Reznor heeft laten weten te kampen met een aanleg tot depressie en sociale angsten, welke ook centrale thema's vormen binnen zijn oeuvre. De problemen zorgen zelfs voor een verval in drugs en alcoholisme, tot hij in de periode tussen The Fragile (1999) en With Teeth (2005) weet af te kicken.

### Zakelijke kwesties
Reznor staat bekend als een uitgesproken criticus waar het gaat om zaken als intellectueel eigendom, artistieke vrijheid en cd- en ticketprijzen binnen de muziekindustrie wat tot meerdere geschillen heeft geleid. Al in 1992 richt Reznor zijn semi-onafhankelijke platenlabel, Nothing Records, op waar hij onder andere de muziek van Marilyn Manson op uitbrengt.
Sinds 2007 is Reznor volledig vrij van enig contract.

## Privé
In oktober 2009 trouwt Reznor muzikante Mariqueen Maandig. Samen hebben ze vijf kinderen: vier zoons en een dochter.

## Overige projecten
Nadat hij samen met producer Atticus Ross (zijn jarenlange NIИ-"co-partner" in de studio) de filmmuziek voor The Social Network (2010) schrijft (en daar een Golden Globe en Oscar mee wint), maakte Reznor in 2011 de muziek voor de film The Girl with the Dragon Tattoo. Sindsdien componeerde het duo voor een serie films en televisieseries de muziek. De uitgebrachte soundtracks bevatten hierbij vaak meer, en langere, composities dan in de film of televisieserie is gebruikt. In 2021 won Reznor met Ross voor de filmmuziek van Soul (2020) zijn tweede Golden Globe en Oscar.
Sinds 2010 vormt Reznor met zijn vrouw en Atticus Ross nog een tweede band, How To Destroy Angels.
Naast de muzikale projecten is ook het realiseren van een tv-serie, gebaseerd op het dystopie-concept van Year Zero (2007), een door Reznor gekoesterde ambitie.
In juli 2012 werd bekendgemaakt dat Reznor aan de themesong van Call of Duty: Black Ops II werkte.
Samen met Atticus Ross produceerde hij het album If I Can't Have Love, I Want Power (2021) van Halsey.

## Discografie

### Albums
| Album met hitnotering(en) in de Vlaamse Ultratop 200 albums | Datum van verschijnen | Datum van binnenkomst | Hoogste positie | Aantal weken | Opmerkingen      |
| ----------------------------------------------------------- | --------------------- | --------------------- | --------------- | ------------ | ---------------- |
| Pretty hate machine                                         | 1989                  | -                     |                 |              |                  |
| Broken                                                      | 1992                  | -                     |                 |              | ep               |
| The downward spiral                                         | 1994                  | -                     |                 |              |                  |
| The fragile                                                 | 1999                  | -                     |                 |              |                  |
| With teeth                                                  | 2005                  | -                     |                 |              |                  |
| Year zero                                                   | 2007                  | -                     |                 |              |                  |
| Ghosts I–IV                                                 | 2008                  | -                     |                 |              |                  |
| The slip                                                    | 2008                  | -                     |                 |              |                  |
| The girl with the dragon tattoo                             | 13-01-2012            | 28-01-2012            | 73              | 2            | met Atticus Ross |

### Films
- 2010: The Social Network (met Atticus Ross)
- 2011: The Girl with the Dragon Tattoo (met Atticus Ross)
- 2014: Gone Girl (met Atticus Ross)
- 2016: Before the Flood (documentaire, met Atticus Ross, Gustavo Santaolalla en Mogwai)
- 2016: Patriots Day (met Atticus Ross)
- 2018: Bird Box (met Atticus Ross)
- 2018: Mid90s (met Atticus Ross)
- 2019: Waves (met Atticus Ross)
- 2020: Soul (met Atticus Ross)
- 2020: Mank (met Atticus Ross)
- 2022: Bones and All (met Atticus Ross)
- 2022: Empire of Light (met Atticus Ross)
- 2023: Teenage Mutant Ninja Turtles: Mutant Mayhem (met Atticus Ross)
- 2023: The Killer (met Atticus Ross)
- 2024: Challengers (met Atticus Ross)
- 2024: Queer (met Atticus Ross)

### Televisieseries
- 2017: The Vietnam War (met Atticus Ross)
- 2019: Watchmen (met Atticus Ross)

### Computerspellen
- 1996: Quake
- 2012: Call of Duty: Black Ops II (main theme, overige Jack Wall)

## Prijzen en nominaties

### Academy Awards
| Jaar | Titel              | Categorie        | Uitslag     |
| ---- | ------------------ | ---------------- | ----------- |
| 2011 | The Social Network | Beste filmmuziek | Gewonnen    |
| 2021 | Mank               | Beste filmmuziek | Genomineerd |
| 2021 | Soul               | Beste filmmuziek | Gewonnen    |

### BAFTA Awards
| Jaar | Titel                           | Categorie        | Uitslag     |
| ---- | ------------------------------- | ---------------- | ----------- |
| 2012 | The Girl with the Dragon Tattoo | Beste filmmuziek | Genomineerd |
| 2021 | Mank                            | Beste filmmuziek | Genomineerd |
| 2021 | Soul                            | Beste filmmuziek | Gewonnen    |

### Emmy Awards
| Jaar | Titel    | Categorie | Uitslag     |
| ---- | -------- | --- | ----------- |
| 2020 | Watchmen | Beste muziekcompositie voor een beperkte serie, film of special (originele dramatische muziek), voor afl. "It's Summer and We're Running Out of Ice" | Gewonnen    |
| 2020 | Watchmen | Beste originele muziek en teksten, voor het lied The Way It Used to Be van afl. "This Extraordinary Being"                                           | Genomineerd |

### Golden Globe Award
| Jaar | Titel                           | Categorie                             | Uitslag     |
| ---- | ------------------------------- | ------------------------------------- | ----------- |
| 2011 | The Social Network              | Beste filmmuziek                      | Gewonnen    |
| 2012 | The Girl with the Dragon Tattoo | Beste filmmuziek                      | Genomineerd |
| 2015 | Gone Girl                       | Beste filmmuziek                      | Genomineerd |
| 2021 | Mank                            | Beste filmmuziek                      | Genomineerd |
| 2021 | Soul                            | Beste filmmuziek                      | Gewonnen    |
| 2025 | Challengers                     | Beste filmmuziek                      | Gewonnen    |
| 2025 | Challengers                     | Beste nummer, voor Compress / Repress | Genomineerd |

### Grammy Awards
| Jaar | Titel                           | Categorie                                     | Uitslag     |
| ---- | ------------------------------- | --------------------------------------------- | ----------- |
| 2013 | The Girl with the Dragon Tattoo | Beste partituur soundtrack voor visuele media | Gewonnen    |
| 2015 | Gone Girl                       | Beste partituur soundtrack voor visuele media | Genomineerd |
| 2022 | Soul                            | Beste partituur soundtrack voor visuele media | Gewonnen    |
| 2025 | Challengers                     | Beste partituur soundtrack voor visuele media | Genomineerd |